# بخش سری گانگاناگر
بخش سری گانگاناگر (به انگلیسی: Sri Ganganagar district) یک منطقهٔ مسکونی در هند است که در Bikaner division واقع شده‌است. بخش سری گانگاناگر ۱۱٬۱۵۴ کیلومتر مربع مساحت و ۱٬۹۶۹٬۱۶۸ نفر جمعیت دارد.